# 特氏杜父魚
特氏杜父魚，為輻鰭魚綱鮋形目杜父魚亞目杜父魚科的其中一種，為溫帶淡水魚，分布於歐洲羅馬尼亞多瑙河流域，體長可達9.7公分，棲息在流動快速冰冷的溪流底層水域，生活習性不明。

## 扩展阅读
維基物種上的相關：特氏杜父魚